# Yjet Shqiptarë të Diasporës
Yjet Shqiptarë të Diasporës (ook bekend als Yjet e Diasporës) is een Albanees talentenjachtprogramma waarin jonge artiesten van Albanese afkomst hun vaardigheden tonen. Het televisieprogramma richt zich op verschillende kunstdisciplines zoals zang, dans, muziek en toneel. Het wordt geproduceerd door Top Channel met steun van de Dritan Hoxha Stichting en het Albanese Ministerie van Economie, Cultuur en Innovatie.
De uitzending begon op 2 februari 2025 via Top Channel en wordt elke zondag uitgezonden om 20:10 uur in prime time. De uitvoerende productie ligt in handen van Ledja Liku, terwijl de presentatie wordt verzorgd door choreograaf Ilir Shaqiri.
Het is de eerste keer dat een Albanese talentenjacht buiten Albanië wordt opgenomen.